# Ploceus subpersonatus
Ploceus subpersonatus е вид птица от семейство Ploceidae. Видът е световно застрашен, със статут Уязвим.

## Разпространение
Видът е разпространен в Ангола, Габон, Демократична република Конго и Република Конго.